# 빅터와 발렌티노
빅터와 발렌티노(Victor and Valentino)는 디에고 모라노가 카툰 네트워크를 위해 제작한 미합중국의 애니메이션 TV 시리즈로, 이전에 두 개의 카툰 네트워크 쇼의 전 아티스트 인 파워퍼프걸 리부트는 작가 / 스토리 보드 아티스트로, OK K.O.! 내일은 히어로 배경 디자이너가 참여했다.
2019년 3월 30일에는 미합중국과 라틴 아메리카에서 동시에 방송되었으며, 대한민국에서는 2019년 9월 15일에 카툰 네트워크 코리아에서 방송되었다.

## 줄거리
작고 조용한 마을 몬테 마카브레(스페인어: Monte Macabre → '죽음의 산')에서 완전히 반대되는 두 배다른 형제가 모험을 위해 마을을 찾고 초자연적인 할머니의 도움으로 이상한 사건을 찾는다.

## 등장인물

### 메인
- 빅터[3] 칼라베라(Victor Calavera[4])[5]

발렌티노의 어린 배다른 아우로, 나이는 10살이다. 게임과 장난 치기를 좋아하지만 성급한 성격 때문에 문제를 빚는다. 규칙을 따르기보다는 멋지게 보이는 걸 좋아하고 발렌티노에게 관심이 있다. 사용하는 철자법이 매우 좋지 않고 더러워지는 것을 좋아하며 속임수에 쉽게 속는다.
- 발렌티노 칼라베라(Valentino Calavera)

더 조심스럽고 인생에서 작은 것을 받아들이는 것을 좋아하는 빅터의 나이 많은 배다른 형으로, 나이는 12살이다. 빅터보다 더 똑똑하지만 여전히 빅터를 돌본다. 겉보기에 과체중으로 보이지만 때때로 무겁고 거대한 것을 쉽게 들어 올리는 것을 보면서 꽤 강하고 근육질인 것처럼 보이며 고대 멕시코 문화와 역사를 잘 알고 있다.

### 기타
- 샬린(Charlene)

몬테 마카브레에 사는 이상한 소녀로, 나이는 9살이다. 고스 인형을 닮은 외모로 검은색 옷을 입으며, 이빨 사이에 큰 틈이 있고 큰 눈을 가지고 있다. 항상 행복한 기질을 보여주지만 어두운 성격으로 형제 파인애플과 어울리고 빅터와 발렌티노와 대립된다.
- 파인애플(Pineapple[6])

샬린의 오빠로, 나이는 11살이다. 대부분의 아이들보다 키가 크고 모호크가 있다.

### 한국판 성우
- 이경태: 빅터
- 신용우: 발렌티노
- 이소영: 카카오
- 문남숙: 샬린
- 홍진욱: 레이날도
- 권창욱: 후안
- 남도형: 미겔리토
- 이현: 베르난도
- 김가령: 로사